# 452
452 (CDLII) var ett skottår som började en tisdag i den julianska kalendern.

## Händelser

### Okänt datum
- Milano erövras och plundras av hunnerhövdingen Attila.
- Trots att Attila förstör staden Aquileia blir hans fälttåg till Italien ett misslyckande och hunnernas välde börjar upplösas efter hans död 453.
- Staden Venedig grundas av flyktingar från Attilas armé.
- Tai Wudi efterträds av Nan An Wang och därefter av Wen Chengdi som härskare av norra Weidynastin i Kina.

## Födda
- Brigid av Kildare, Irlands skyddshelgon.